# Kuldar Leis
Kuldar Leis (ur. 29 maja 1968 w Tartu) – estoński polityk, menedżer i samorządowiec, od 2025 minister infrastruktury.

## Życiorys
Absolwent finansów na Uniwersytecie w Tartu (1993). Pracował na menedżerskich stanowiskach w różnych przedsiębiorstwach. Działacz Estońskiej Partii Reform. W latach 2005–2013 był radnym miasta Põlva. Później zasiadł w radzie gminy Põlva, pełnił funkcję jej przewodniczącego w latach 2013–2017. Był też kierownikiem centrum przedsiębiorczości i innowacji na macierzystej uczelni i przewodniczącym rady nadzorczej przewoźnika kolejowego Operail. W 2021 wszedł do zarządu fundacji działającej w związku z przyznaniem Tartu tytułu Europejskiej Stolicy Kultury 2024.
W marcu 2025 dołączył do rządu Kristena Michala, obejmując w nim urząd ministra infrastruktury.

## Odznaczenia
- Order Gwiazdy Białej IV klasy (2020)[3]